# Eutrichapion ervi
Eutrichapion ervi – gatunek chrząszcza z rodziny pędrusiowatych i podrodziny Apioninae. Zamieszkuje Europę, Afrykę Północną i palearktyczną Azję. Żeruje na bobowatych, w stadium larwalnym tylko na groszkach i wykach.

## Taksonomia
Gatunek ten opisany został po raz pierwszy w 1808 roku przez Williama Kirby’ego pod nazwą Apion ervi.

## Morfologia
Chrząszcz o ciele długości od 1,5 do 2,4 mm. Oskórek wierzchu i spodu ciała jest niezbyt gęsto, ale wyraźnie porośnięty białawymi włoskami (włosowatymi łuskami), przy czym włoski na spodzie ciała są u samca dłuższe i gęstsze niż u samicy; pod oczami występują łatki gęstych, długich, odstających włosków (rzęs), silniej wyrażone u samca niż u płci przeciwnej.
Głowa jest czarna, węższa niż u E. melancholicum, zwłaszcza w przypadku samca. Ryjek samca jest krótszy niż głowa i przedplecze razem mierzone, lekko zakrzywiony, niemal walcowaty, aż po wierzchołek owłosiony i drobno punktowany, na samym szczycie silnie połyskujący. Ryjek samicy jest tak długi jak głowa i przedplecze razem wzięte, bardzo cienki, o dwukrotnie dłuższej i wyraźnie węższej niż część nasadowa części wierzchołkowej ze silnie lśniącą i bardzo delikatnie punktowaną powierzchnią. U samca czułki albo całe są żółtoczerwone, ale barwę taką mają trzonek i dosiebny odcinek biczyka, a dalsza ich część jest brunatnoczerwona. U samicy wierzchołek czułka jest brunatnoczerwony do czarnego, natomiast odcinek żółtoczerwony bywa różny, od ograniczonego trzonka po sięgający aż do końca biczyka. Długość trzonka czułka u obu płci jest większa niż szerokość podstawy ryjka.
Przedplecze jest czarne, ku przodowi wyraźnie zwężone, gęsto pokryte grubymi punktami, przynajmniej w tylnej połowie z podłużnym, bruzdowatym dołkiem przedtarczkowym. Pokrywy są matowo czarne, krótko-jajowate, wyraźnie ku tyłowi rozszerzone, o długości mniejszej niż półtorakrotność szerokości i wyraźnie rozwiniętych barkach. Zapiersie u samca ma umieszczony tuż za połową długości, tępy guzek. Odnóża w całości ubarwione są czarno. Wszystkie pazurki dysponują ząbkiem u nasady.

## Ekologia i występowanie
Owad rozmieszczony od nizin po niższe położenia w górach. Zasiedla łąki, widne lasy, zarośla, pola, nieużytki i przydroża. Zarówno larwy, jak i postacie dorosłe są  oligofagicznymi fitofagami bobowatych. Jako rośliny pokarmowe larw wskazywane są: groszek leśny, groszek łąkowy, groszek wielkoprzylistkowy, groszek wiosenny, wyka bób, wyka długożagielkowa, wyka drobnokwiatowa, wyka kaszubska, wyka płotowa, wyka ptasia, wyka siewna, wyka zaroślowa. Postacie dorosłe mogą mieć szersze spektrum pokarmowe, jako że obserwowano je również na grochu zwyczajnym, komonicy zwyczajnej, koniczynie dwukłosowej, soczewicy jadalnej i topornicy pstrej. Larwy są endofagiczne i przechodzą rozwój wewnątrz pąków kwiatowych, wyjadając słupki i pręciki. Tam też się przepoczwarczają.
Gatunek palearktyczny, w Europie znany z Hiszpanii, Irlandii, Wielkiej Brytanii, Francji, Luksemburga, Holandii, Niemiec, Szwajcarii, Austrii, Włoch, Danii, Szwecji, Norwegii, Finlandii, Estonii,  Łotwy, Polski, Czech, Słowacji, Węgier, Ukrainy, Bułgarii, Serbii, Grecji i europejskiej części Rosji, w Afryce Północnej z Algierii, a w Azji z syberyjskiej i dalekowschodniej części Rosji, Gruzji, Armenii, Azerbejdżanu, Syrii, Mongolii i Japonii. W całej Europie Środkowej jest owadem pospolitym.